# Koolstofvezel

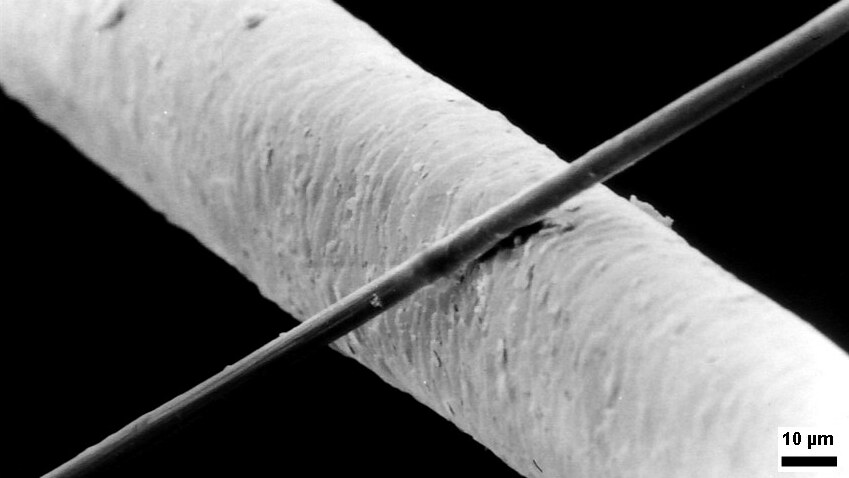
6 µm dikke koolstofvezel in vergelijking met een 50 µm dikke mensenhaar.

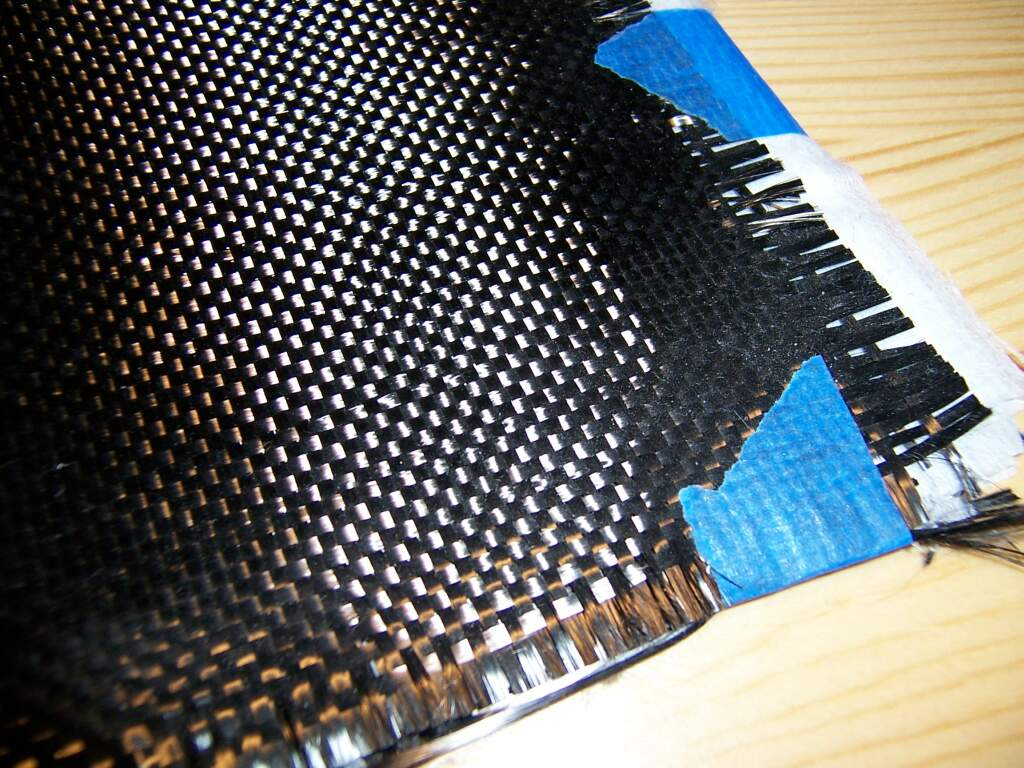
Geweven koolstofvezels

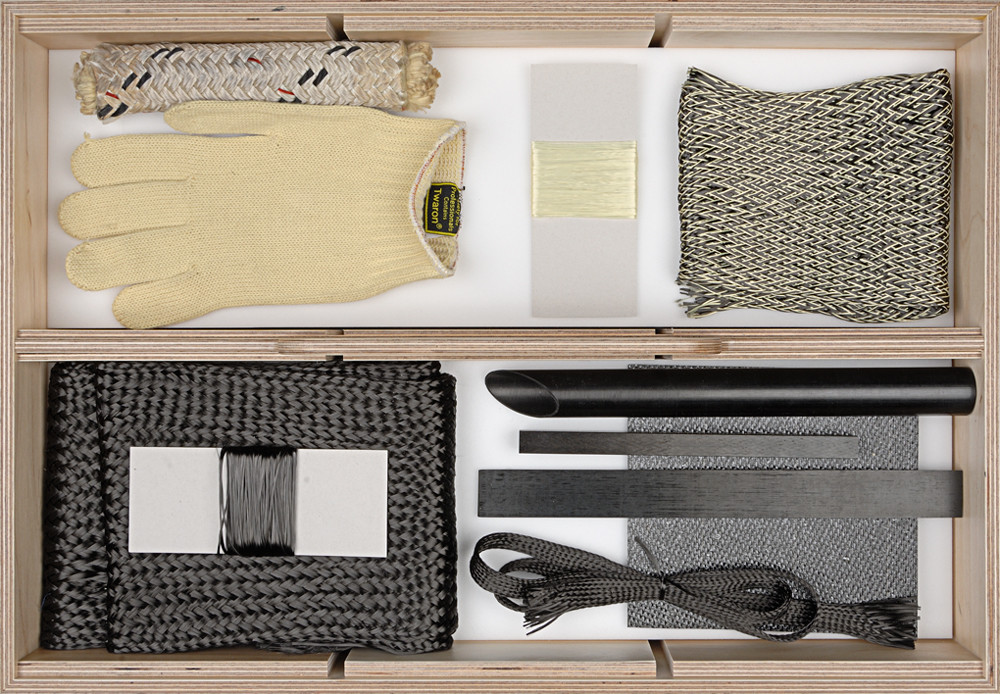
Koolstof en Aramide, koolstof garen en kabelkous, verschillende composieten met koolstof, aramide handschoen (Twaron), kabel van gevlochten glasvezel met aramide kern, aramide garen, gevlochten kabelkous met aramide en koolstof.

Koolstofvezel of carbon fiber is een materiaal dat bestaat uit extreem dunne vezels van koolstof. De vezels met een dikte van ca. 5 - 10 micrometer bestaan uit langgerekte koolstofkristallen die min of meer evenwijdig zijn met de vezelas. De vezel kenmerkt zich door een zeer kleine rek voordat de vezel breekt (minder dan een kwart van die van aramidevezel). Enige duizenden vezels worden getwijnd tot garen, dat een coating krijgt van een ander materiaal. Het garen wordt dan als zodanig toegepast, of eerst tot matten geweven. De vezels en de matten worden voornamelijk gebruikt als versterking in kunsthars voor de fabricage van zeer sterke en lichte composieten. Koolstofvezel wordt soms "grafietvezel" genoemd. Dit is incorrect omdat grafiet een zeer zachte vorm van koolstof is die geen vezelstructuur heeft.
Koolstofvezels worden gemaakt uit acrylvezels die door middel van pyrolyse bij temperaturen tot 3000 °C verkoold worden.
Koolstofvezel heeft als eigenschap dat het niet oxideert onder invloed van water en zuurstof. Het heeft een aanmerkelijk lagere dichtheid dan staal, een grote treksterkte en een lage uitzettingscoëfficiënt. Deze eigenschappen maken koolstofvezel-composieten zeer geschikt voor toepassingen waar een laag gewicht, grote sterkte en grote stijfheid nodig zijn, zoals in:
- de luchtvaart;
- de auto-industrie;
- sportartikelen, zoals polsstokken, roeiboten, fietsen, vishengels, masten en gieken voor windsurfplanken en zeiljachten;
- de bouwindustrie, voornamelijk als uitwendige wapening.

Koolstofvezel wordt in de wegrace gebruikt voor onder andere remschijven, uitlaatdempers, stroomlijnkuipdelen en schetsplaten en is zeer duur.
Een nadeel van koolstofvezelcomposieten is dat ze vrijwel niet recyclebaar zijn.